# Бутучаны (Приднестровье)
Бутучаны (рум. Butuceni, Бутучень) — село в Рыбницком районе непризнанной Приднестровской Молдавской Республики.

## География
Расположен в 30 км (по дорогам) южнее города Рыбница, на левом берегу Днестра.
Граничит с селом Жура, физической границей между селами является естественный овраг, называемый местными жителями «рыпа».
В селе расположены стадион с футбольным полем и дом культуры с большим кинозалом.

## Топографические карты
- Лист карты L-35-23 Красные  Окны. Масштаб: 1 : 100 000. Состояние местности на 1984 год. Издание 1987 г.